# Vittorio Emanuele (1908)
«Вітторіо Емануеле» (італ. Vittorio Emanuele) — броненосець-пре-дредноут типу «Реджина Елена» Королівських ВМС Італії початку XX століття. 

## Історія створення
Броненосець «Вітторіо Емануеле» був закладений 18 вересня 1901 року на верфі флоту у місті Кастелламмаре-ді-Стабія. Спущений на воду 12 жовтня 1904 року, вступив у стрій 1 серпня 1908 року.
Свою назву корабель отримав на честь короля Італії Віктора Емануїла II.

## Історія служби
Після вступу у стрій броненосець «Вітторіо Емануеле» був включений до складу Середземноморської ескадри.
З початком італійсько-турецької війни «Вітторіо Емануеле» та однотипні броненосці були включені до складу 1-ї дивізії 1-ї ескадри під командуванням адмірала Аугусто Обрі. «Вітторіо Емануеле» був флагманським кораблем адмірала.
18 жовтня 1911 року 1-ша дивізія броненосців та 3 крейсери супроводжували конвой транспортів, які перевозили 2-гу піхотну дивізію до Бенгазі. Коли османи відмовились капітулювати, італійський флот відкрив вогонь по місту, а піхота почала десантування. Італійці змусили османів відступити і захопили місто 29 жовтня.
До грудня італійські кораблі були розосереджені в портах Киренаїки. «Вітторіо Емануеле», крейсери «Етрурія» і «Етна» базувались в Тобруці.
4 березня 1912 року командувач ескадри, адмірал Аугусто Обрі помер на борту броненосця. 
13 квітня 1-ша дивізія броненосців вирушила в Егейське море, супроводжуючи кораблі з десантом. 4 травня був висаджений десант на острові Родос. Наступного дня італійські війська захопили місто Родос. В період з 8 по 20 травня «Вітторіо Емануеле» брав участь у захопленні Додеканеських  островів.
Надалі 1-ша дивізія патрулювала Егейське море, щоб запобігти спробам турецького десанту на захоплені острови. Наприкінці серпня дивізія вирушила в Італію для ремонту.
Після вступу Італії у Першу світову війну «Вітторіо Емануеле» та однотипні броненосці були включені до складу 2-ї дивізії. Але командувач італійського флоту адмірал Паоло Таон ді Ревель не наважувався залучати великі кораблі до бойових дій, побоюючись ворожих підводних човнів, і намагаючись зберегти їх для імовірної великої битви з австро-угорським флотом. Тому «Вітторіо Емануеле» всю війну здійснював переходи між Бріндізі, Таранто та Вльорою, і в бойових діях участі не брав.
Після закінчення війни «Вітторіо Емануеле» використовувався як навчальний корабель.
Відповідно до Вашингтонської морської угоди 1922 року Італія могла залишити у строю броненосці типу «Реджина Елена», але не могла замінити їх новими лінкорами.
Тим не менше, 1 квітня 1923 року корабель був виключений зі складу флоту і зданий на злам.